# آن ري
آن ري (بالفرنسية: Anne Rey)‏ هي صحفية وعازفة بيانو فرنسية، ولدت في 1944، وتوفيت في 2012 في باريس في فرنسا.

## وصلات خارجية
- آن ري على موقع أول ميوزيك (الإنجليزية)
- آن ري على موقع ديسكوغز (الإنجليزية)